# Ramashram Satsang
 (janvier 2024).
Si vous disposez d'ouvrages ou d'articles de référence ou si vous connaissez des sites web de qualité traitant du thème abordé ici, merci de compléter l'article en donnant les références utiles à sa vérifiabilité et en les liant à la section « Notes et références ».
Le Ramashram Satsang Mathura (RSM) est un mouvement spirituel créé par le Docteur Chaturbhuj Sahay Ji (1883-1957) en 1930 dans le nord de l'Inde, d'abord dans sa ville de naissance, Etah, puis à Mathura ensuite.
Il prône un système de méditation spécialement conçu pour s'adapter aux modes de vie "stressants" modernes dans le monde d'aujourd'hui, adapté aux gens de toutes religions, communautés ou ethnies.
Le Docteur Chaturbhuj Sahay Ji l'a adapté de l'enseignement hérité de son gourou Ram Chandra Lala Ji Maharaj, premier maître soufi non musulman.
La pratique consiste à méditer 15 à 20 minutes tous les matins et soirs dans le but de réaliser l'union avec le divin.
Le Ramashram Satsang Mathura est actuellement dirigé par le Docteur Hemendra Kumar Ji, fils du fondateur.